# 12866 Yanamadala
12866 Yanamadala è un asteroide della fascia principale. Scoperto nel 1998, presenta un'orbita caratterizzata da un semiasse maggiore pari a 2,4156307 UA e da un'eccentricità di 0,1859569, inclinata di 2,92028° rispetto all'eclittica.